# Piotr Sroczyński
Piotr Sroczyński (ur. 17 maja 1960 r. we Wrocławiu) – polski duchowny rzymskokatolicki, teolog, specjalizujący się w katechetyce; nauczyciel akademicki.

## Biografia
Urodził się w 1960 roku we Wrocławiu. Po ukończeniu kolejno szkoły podstawowej i średniej zdecydował się na wstąpienie do stanu duchownego. W związku z tym podjął studia teologiczne na Papieskim Wydziale Teologicznym we Wrocławiu. Ukończył je w 1985 roku uzyskując stopień magistra. 1 czerwca 1985 otrzymał święcenia kapłańskie z rąk ówczesnego arcybiskupa metropolity wrocławskiego abpa Henryka Gulbinowicza. Niedługo potem został skierowany do pracy w Drukarni i Księgarni Archidiecezji Wrocławskiej, będąc jej wicedyrektorem w latach 1988-1995. Potem udał się na specjalistyczne studia na Katolickim Uniwersytecie Lubelski. Ukończył je w 2000 roku uzyskaniem stopnia naukowego doktora nauk teologicznych w dziedzinie teologii pastoralnej, na podstawie pracy pt. Teoretyczny i praktyczny wymiar kartografii w katachezie. Katechetyczne studium interdyscyplinarne, której promotorem był prof. Stanisław Kulpaczyński.
Po powrocie ze studiów doktoranckich do Wrocławia został mianowany na stanowisko archidiecezjalnego wizytatora katechetycznego. Objął też stanowisko adiunkta, a następnie kierownika na swojej macierzystej uczelni w Katedrze Katechetyki i Pedagogiki. W międzyczasie uzyskał stopień naukowy doktora habilitowanego. Od 2014 roku pracuje na stanowisku profesora nadzwyczajnego w Instytucie Teologii Pastoralnej (obecnie Instytut Historii i Teologii Pastoralnej).
Poza działalnością naukowo-dydaktyczną prowadził także działalność duszpasterską, będąc od 2000 do 2002 roku wikariuszem w parafii św. Wawrzyńca we Wrocławiu-Żernikach. Pełnił funkcję kapelana zgromadzenia zakonnego sióstr benedyktynek sakramentek we Wrocławiu-Pawłowicach.

## Dorobek naukowy
Zainteresowania naukowe Piotra Sroczyńskiego związane są z zagadnieniami dotyczącymi katechetyki, ze szczególnym uwzględnieniem nowoczesnych środków dydaktycznych w katechezie. Do jego najważniejszych prac należą:
- Środki dydaktyczne i warunki ich skutecznego stosowania w katechezie szkolnej, Wrocław 2008.
- Katecheza Kościoła współczesnego. Refleksja poświęcona katechezie w świetle adhortacji papieża Franciszka "Evangelii Gaudium", Legnica 2015; redaktor.